# 19-й танковый корпус (СССР)
19-й танковый Перекопский Краснознамённый корпус (сокр. 19 тк, в/ч 39887) — тактическое соединение Рабоче-крестьянской Красной армии. В Великой Отечественной войне принимал участие в освобождении городов Джанкой и Симферополь.

## История
Сформирован 12 декабря 1942 года в Тульской области (районе станции Турдей) как 19-й танковый корпус.
Корпус 19 января 1943 года, не завершив комплектования, из района формирования начал выдвижение к линии фронта, где принял участие в зимнем наступлении Брянского фронта. Корпус совершил 400 км марш через Ефремов, Елец на Ливны. Однако вскоре вместо танковых полков, так и не прибывших на укомплектование, в состав корпуса были включены уже действующие на фронте 79-я и 202-я отдельные танковые бригады, которые в корпус не прибыли, а действовали на прежних участках фронта также в общем направлении на Ливны, где намечалось их объединить с остальными силами корпуса. В первых числах января 1943 г. начинает формироваться 26-я мотострелковая бригада. На её укомплектование обращены четыре лыжных батальона (181-й лыжбат и другие), ранее входивших в состав стрелковых дивизий Брянского фронта.
2 февраля 1943 года к корпусу присоединилась 202-я танковая бригада.

### Боевой путь
15 февраля 1943 года корпус вошёл в состав Центрального фронта. С этого дня бригады из состава опергрупп Брянского фронта возвращались в корпус.
До 10 марта 1943 года корпус вёл бои местного значения, пытаясь обеспечить ввод в сражение подходящих войск 70-й армии. Сдал свой боевой участок частям 70-й армии, и выведен за реку Свапа в районе Любажа.
19 марта 1943 года переподчинён 65-й армии, и выступил в общем направлении на Севск в готовности к отражению противника, наносящего там контрудар и теснившего от Десны части 2-й танковой армии и 2-го гвардейского кавалерийского корпуса.
5 апреля 1943 года передал оборону стрелковым частям и вышел в резерв 65-й армии в район ст. Дерюгино. В корпусе к этому времени 78 танков, из них 2/3 требовали ремонта.
22 апреля 1943 года решением командующего фронта корпус выводится в резерв фронта в район Фатежа. 27 апреля 101-я и 202-я танковые бригады сосредоточились в районе Троицкого, 26-я мотострелковая бригада — восточнее Старого Бузца. Здесь же вошла в корпус пополнившаяся 79-я танковая бригада.
Корпус принимал участие: в Курской стратегической оборонительной операции (5 — 23 июля 1943 года) на северном фасе Курской дуги; в Орловской стратегической наступательной операции «Кутузов» (12 июля — 18 августа 1943 года); в Нижнеднепровской стратегической наступательной операции (26 сентября — 20 декабря 1943 года).
В ходе Мелитопольской фронтовой наступательной операции (26 сентября — 5 ноября 1943 года) корпус был введён в прорыв южнее Мелитополя, стремительно вышел по тылам немецких войск к Перекопскому перешейку и ворвался в Крым, захватив плацдарм за Турецким валом. Будучи окружённым врагом, корпус четыре дня вёл бой в полном окружении, потеряв все танки. Но когда направленная на выручку танковая бригада не смогла соединиться с ним, танкисты в пешем строю нанесли удар с тыла и не только соединились с главными силами, но ещё и удержали полностью весь плацдарм, сыгравший огромную роль в освобождении Крыма. О значении этих боёв говорит тот факт, что в самый критический момент борьбы в окружении по радио в корпус был передан приказ Верховного Главнокомандующего И. В. Сталина о присвоении командиру корпуса Васильеву И. Д. звания Герой Советского Союза и о представлении к награждению орденами всего личного состава корпуса.

…от Мелитополя к Каховке шла 44-я армия… Вместе с ней продвигалась и оседлала врага непосредственно в самом Перекопе 51-я армия… У Турецкого вала ей проложил дорогу вперед 19-й танковый корпус. Его храбрый командир генерал-лейтенант И. Д. Васильев был там ранен, и его пришлось эвакуировать в тыл. Но своё дело он успел выполнить отлично. По нашему с Ф. И. Толбухиным ходатайству ему присвоили за это звание Героя Советского Союза.
— Дважды Герой Советского Союза Маршал Советского Союза Василевский А.М. Дело всей жизни.Издание второе, дополненное. -  М: Издательство Политической литературы, 1975. С.376.
С ноября 1943 по январь 1944 года корпус участвовал в боях по уничтожению Никопольского плацдарма врага. Затем корпус был опять переброшен в Крым и геройски действовал в Крымской операции (8 апреля — 12 мая 1944 года).
В течение трёх дней войска 4-го Украинского фронта вели ожесточённые бои и к исходу дня 10 апреля прорвали оборону противника на Перекопском перешейке и южнее Сиваша. Появилась возможность вывести на оперативный простор подвижную группу фронта — 19-й танковый корпус с приданными 6-й гвардейской танковой бригадой, 52-м мотоциклетным полком, 15-й отдельной истребительно-противотанковая артиллерийской бригадой, 207-м и 85-м гвардейскими гаубичными, 1511-м истребительно-противотанковым и 467-м лёгким артиллерийскими полками, 21-м гвардейским миномётным полком, 166-м, 169-м и 297-м зенитными артиллерийскими полками и 3-м гвардейским инженерным батальоном. Для проведения рекогносцировки и организации взаимодействия с пехотой на наблюдательный пункт 63-го стрелкового корпуса 51-й армии прибыл командир 19-го танкового корпуса генерал-лейтенант И. Д. Васильев. Там в результате авиационного налёта Васильев был тяжело ранен и в командование корпусом вступил его заместитель, полковник И. А. Поцелуев. Утром 11 апреля подвижная группа вошла в прорыв на участке 51-й армии в районе Томашевка на Каранкинском направлении и устремилась на Джанкой. 19-й танковый корпус с ходу овладел Джанкоем и успешно продвигался на Симферополь. Опасаясь угрозы окружения, противник оставил укрепления на Перекопском перешейке и начал отходить с северной части Крыма. Корпус вышел на оперативный простор и с ходу захватил городСимферополь.
С июня 1944 года корпус воевал на прибалтийском направлении в составе 1-го Прибалтийского фронта, участвовал в Белорусской и Прибалтийской операциях. С октября 1944 года в составе 6-й ударной армии, с декабря 1944 года в составе 2-го Прибалтийского фронта участвует в боевых действиях по блокированию Курляндской группировки войск противника.
С апреля 1945 года 19-й танковый Перекопский Краснознамённый корпус в составе Ленинградского фронта, с мая 1945 года в Резерве ВГК.

### Послевоенная история
Директивой Ставки ВГК № 11098 от 29 мая 1945 года корпус был передан из Резерва ВГК в состав Южной группы войск.
7 июля 1945 года 19-й танковый корпус, на основании приказа НКО СССР № 0013 от 10 июня 1945 года, был преобразован в 19-ю танковую Перекопскую Краснознамённую дивизию (в/ч пп № 39887). Командиром дивизии был назначен генерал-лейтенант танковых войск Сухоручкин Фёдор Васильевич. В состав дивизии были включены 5-й отдельный гвардейский танковый Запорожский Краснознамённый, ордена Суворова полк и 398-й гвардейский тяжёлый самоходно-артиллерийский Криворожский полк, на базе этих полков и 8-го отдельного гвардейского танкового полка 22 июля 1945 года был создан 88-й гвардейский тяжёлый танко-самоходный полк.
10 июня 1946 года 19-я танковая дивизия вошла в состав вновь сформированной 9-й механизированной армии с местом дислокации Плоешти.
В феврале 1947 года 19-я танковая Перекопская Краснознамённая дивизия была выведена на территорию Одесского военного округа и расформирована, танковые полки переданы в состав стрелковых дивизий: 79-й (в/ч 68487) — в 48-ю; 101-й (в/ч 68589) — в 180-ю; 202-й (в/ч 92989) — в 188-ю; 88-й гвардейский тяжёлый танко-самоходный (в/ч 52813) — в 86-ю гвардейскую. 26-й мотострелковый Сивашский ордена Кутузова, 179-й миномётный и 1717-й зенитно-артиллерийский полки, 348-й отдельный гвардейский реактивный миномётный дивизион, 216-й сапёрный, 715-й связи, 214-й медико-санитарный и 692-й автотранспортный отдельные батальоны были расформированы.

## Состав корпуса
- Управление корпуса
- 79-я танковая Сивашская ордена Кутузова бригада
- 101-я танковая Сивашская ордена Суворова бригада
- 202-я танковая Сивашская Краснознамённая бригада
- 26-я мотострелковая Сивашская ордена Кутузова бригада
- 8-й отдельный гвардейский танковый Корсунский полк прорыва
- 867-й самоходно-артиллерийский Симферопольский полк
- 875-й самоходно-артиллерийский Ужгородский Краснознамённый орденов Богдана Хмельницкого и Александра Невского полк
- 1048-й самоходно-артиллерийский полк с сентября 1944 по ноябрь 1944
- 1452-й самоходно-артиллерийский Перекопский полк
- 882-й лёгкий артиллерийский Мгинский полк с октября 1944
- 179-й миномётный полк
- 1717-й зенитный артиллерийский полк
- 91-й отдельный мотоциклетный батальон
- 52-й отдельный мотоциклетный батальон
- 8-й отдельный разведывательный батальон
- 715-й отдельный батальон связи
- 216-й отдельный сапёрный батальон
- 348-й отдельный гвардейский миномётный дивизион
- 122-я отдельная рота химзащиты
- 11-я отдельная автотранспортная рота подвоза ГСМ
- 90-я полевая танкоремонтная база
- 149-я полевая авторемонтная база[10]
- 214-й медицинский санитарный батальон
- 14-е авиазвено связи
- 34-й полевой автохлебозавод
- 1940-я полевая касса Госбанка
- 2644-я военно-полевая станция

## Подчинение
- в составе 65-й армии, 6-й гвардейской армии
- В составе действующей армии: с 24.12.1942 по 05.08.1943; с 30.09.1943 по 31.05.1944; с 12.07.1944 по 01.04.1945[11]

## Награды и наименования
| Награды и наименования              | Дата награждения                                              | За что получена |
| ----------------------------------- | ------------------------------------------------------------- | --- |
| Почётное наименование «Перекопский» | Приказ НКО № 051 от 10 марта 1944 года                        | присвоено за отличие в боях с немецкими захватчиками, за освобождение городов Киев и Васильков, форсирование реки Днепр и действия под Перекопом                                                                                  |
| Орден Красного Знамени              | Указ Президиума Верховного Совета СССР от 24 апреля 1944 года | награждён за образцовое выполнение боевых заданий командования при прорыве сильно укреплённой обороны противника на Перекопском перешейке и в озёрных дефиле на южном побережье Сиваша и проявленные при этом доблесть и мужество |

## Отличившиеся воины корпуса
| Награда | Ф. И.О                            | Должность                                                                                         | Звание                           | Дата награждения     | Примечания                        |
| ------- | --------------------------------- | ------------------------------------------------------------------------------------------------- | -------------------------------- | -------------------- | --------------------------------- |
|         | Абдулманапов, Магомед-Загид       | заместитель командира сапёрного отделения 3-го отдельного гвардейского мото-инженерного батальона | гвардии младший сержант          | 16 мая 1944 года     | погиб 13 апреля 1944 года         |
|         | Баннов, Павел Илларионович        | командир расчёта противотанкового ружья мотострелкового батальона 79-й танковой бригады.          | сержант                          | 27 августа 1943 года |                                   |
|         | Брызгалов, Иван Иванович          | заряжающий самоходной артиллерийской установки СУ-85 1452-го самоходного артиллерийского полка    | младший сержант                  | 24 марта 1945 года   | погиб в бою 7 августа 1944 года   |
|         | Васильев, Иван Дмитриевич         | командир корпуса                                                                                  | генерал-лейтенант танковых войск | 3 ноября 1943 года   |                                   |
|         | Велигин Пётр Владимирович         | сапёр 3-го гвардейского мотоинженерного батальона                                                 | гвардии красноармеец             | 16 мая 1944 года     | погиб 13 апреля 1944 года         |
|         | Галин, Пётр Иванович              | командир батареи 1452-го самоходного артиллерийского полка                                        | лейтенант                        | 24 марта 1945 года   |                                   |
|         | Голубовский, Борис Эдуардович     | командир танковой роты, 3-го танкового батальона 79-й танковой бригады                            | старший лейтенант                | 25 марта 1945 года   | умер от ран 17 июля 1945 года     |
|         | Григорьев, Иван Яковлевич         | командир орудия танка 8-го гвардейского танкового полка                                           | гвардии старшина                 | 24 марта 1945 года   | погиб в бою 20 февраля 1945 года  |
|         | Ершов, Василий Александрович      | пулемётчик 91-го отдельного мотоциклетного батальона                                              | красноармеец                     | 16 мая 1944 года     |                                   |
|         | Жуков, Константин Иванович        | механик-водитель танка Т-34 2-го танкового батальона 202-й танковой бригады                       | старшина                         | 24 марта 1945 года   | погиб в бою 22 августа 1944 года  |
|         | Задорожный, Михаил Алексеевич     | сапёр 3-го отдельного гвардейского мотоинженерного батальона                                      | гвардии красноармеец             | 16 мая 1944 года     | погиб 13 апреля 1944 года         |
|         | Захарченко, Григорий Никифорович  | сапёр 3-го отдельного гвардейского мотоинженерного батальона                                      | гвардии красноармеец             | 16 мая 1944 года     | погиб 13 апреля 1944 года         |
|         | Иванов, Пётр Артемьевич           | мотоциклист 91-го отдельного мотоциклетного батальона                                             | красноармеец                     | 16 мая 1944 года     | погиб 13 апреля 1944 года         |
|         | Кирманович, Владимир Николаевич   | командир истребительно-противотанковой батареи 202-й танковой бригады                             | капитан                          | 24 марта 1945 года   |                                   |
|         | Кубышкин, Павел Антонович         | командир танковой роты 172-го танкового батальона 202-й танковой бригады                          | старший лейтенант                | 24 марта 1945 года   |                                   |
|         | Маслов, Василий Иванович          | адъютант 3-го танкового батальона 79-й танковой бригады                                           | лейтенант                        | 24 марта 1945 года   | погиб в бою 8 октября 1944 года   |
|         | Машкарин, Иван Николаевич         | командир 432-го танкового батальона 101-й танковой бригады                                        | майор                            | 24 марта 1945 года   | погиб в бою 11 апреля 1944 года   |
|         | Мельников, Анатолий Васильевич    | командир взвода Т-34 2-го танкового батальона 202-й танковой бригады                              | старший лейтенант                | 24 марта 1945 года   | погиб в бою 22 августа 1944 года  |
|         | Николаенко, Роман Стефанович      | командир танкового взвода 8-го отдельного гвардейского танкового полка                            | гвардии лейтенант                | 24 марта 1945 года   | погиб в бою 26 декабря 1944 года  |
|         | Осминин, Пётр Ермолаевич          | механик-водитель СУ-85 1452-го самоходного артиллерийского полка                                  | гвардии старшина                 | 24 марта 1945 года   | погиб в бою 7 августа 1944 года   |
|         | Падуков, Леонид Степанович        | командир 2 танкового батальона 202-й танковой бригады                                             | капитан                          | 24 марта 1945 года   |                                   |
|         | Петров, Николай Иванович          | наводчик СУ-85 1452-го самоходного артиллерийского полка                                          | гвардии старший сержант          | 24 марта 1945 года   | погиб в бою 7 августа 1944 года   |
|         | Пильников, Александр Павлович     | командир танковой роты 1-го танкового батальона 202-й танковой бригады                            | лейтенант                        | 24 марта 1945 года   |                                   |
|         | Пименов, Иван Иванович            | командир 3-го танкового батальона 79-й танковой бригады                                           | капитан                          | 24 марта 1945 года   | погиб в бою 27 декабря 1944 года  |
|         | Писарев, Георгий Иванович         | командир 3-го мотострелкового батальона 26-й мотострелковой бригады                               | майор                            | 24 марта 1945 года   |                                   |
|         | Поддубный, Николай Иванович       | командир отделения 3-го отдельного гвардейского мото-инженерного батальона                        | гвардии сержант                  | 16 мая 1944 года     | погиб 13 апреля 1944 года         |
|         | Прыгов, Владимир Борисович        | командир СУ-76 867-го самоходного артиллерийского полка                                           | младший лейтенант                | 24 марта 1945 года   | погиб в бою 17 сентября 1944 года |
|         | Пульный, Василий Фёдорович        | командир моторизованного батальона автоматчиков 79-й танковой бригады                             | старший лейтенант                | 24 марта 1945 года   | погиб в бою 26 декабря 1944 года  |
|         | Санчиров, Фёдор Васильевич        | командир СУ-85 1452-го самоходного артиллерийского полка                                          | лейтенант                        | 24 марта 1945 года   | погиб в бою 7 августа 1944 года   |
|         | Свидерский, Александр Григорьевич | командир 867-го самоходного артиллерийского полка                                                 | майор                            | 16 мая 1944 года     | погиб в бою 17 апреля 1944 года   |
|         | Симоненко, Александр Фёдорович    | автоматчик 91-го отдельного мотоциклетного батальона                                              | красноармеец                     | 16 мая 1944 года     | погиб 13 апреля 1944 года         |
|         | Скачков, Виктор Михайлович        | механик-водитель танка ИС-2 8-го отдельного гвардейского танкового полка                          | гвардии младший техник-лейтенант | 24 марта 1945 года   | погиб в бою 27 декабря 1944 года  |
|         | Тимошенко, Иван Терентьевич       | сапёр 3-го отдельного гвардейского мото-инженерного батальона                                     | гвардии красноармеец             | 16 мая 1944 года     | погиб 13 апреля 1944 года         |
|         | Хамзалиев, Исмаил                 | заместитель наводчика истребительно-противотанковой артиллерийской батареи 79-й танковой бригады  | младший сержант                  | 8 сентября 1943 года | умер от ран 16 августа 1943 года  |
|         | Холод, Михаил Мефодиевич          | автоматчик моторизованного батальона автоматчиков 101-й танковой бригады                          | красноармеец                     | 28 апреля 1945 года  | погиб в бою 6 августа 1944 года   |
|         | Шилов, Семён Васильевич           | командир 1-й стрелковой роты 3-го мотострелкового батальона 26-й мотострелковой бригады           | лейтенант                        | 24 марта 1945 года   |                                   |
|         | Щербанёв, Тимофей Карпович        | командир танко-десантной роты мотострелкового пулемётного батальона 202-й танковой бригады        | лейтенант                        | 24 марта 1945 года   |                                   |
|         | Щербин, Дмитрий Петрович          | командир 3-го танкового батальона 202-й танковой бригады                                          | капитан                          | 24 марта 1945 года   |                                   |

## В воспоминаниях современников
В течение пяти часов 19-й танковый корпус и стрелковые части отразили 6 мощных танковых атак! Особенно ожесточённый бой разгорелся в районе деревни Букайшис, где насмерть стояли 1-й и 2-й танковые батальоны 202 танковой бригады под командованием старшего лейтенанта М. Н. Казакова и капитана Л. С. Падукова, а также батарея противотанковых орудий капитана В. Н. Кирмановича. Все трое были удостоены звания Героя Советского Союза.
— Герой Советского Союза  Маршал Советского Союза Баграмян И. Х.  Так  шли мы к победе. - М: Воениздат, 1977.- С.416
- Танк-памятник освободителям Симферополя
- Общий вид мемориала  Объект культурного наследия народов РФ регионального значения. Рег. № 911710892560005 (ЕГРОКН)
- Плита памяти бойцов 19-го танкового корпуса
- Танк ОТ-34, одним из первых ворвавшийся в Симферополь